# Marie Josefa z Harrachu
Hraběnka Marie Josefa z Harrachu-Rohrau (20. listopadu 1727 Vídeň – 15. února 1788 Roudnice nad Labem) byla česká šlechtična, hraběnka z rodu roravských Harrachů a provdaná kněžna z Lichtenštejna.

## Život
Marie Josefa se narodila ve Vídni jako dcera hraběte Bedřicha Augusta z Harrachu, Rohrau a Thannhausenu, nejvyššího českého kancléře, a jeho ženy Eleonory Karolíny z Lichtenštejna.

### Manželství a děti
Marie Josefa se poprvé vdala v den svého svátku, 19. března 1744, za svého bratrance, knížete Jana Nepomuka Karla z Lichtenštejna (1724–1748), tehdy ještě z důvodu nezletilosti podřízeného regentství. Hlavou knížectví se stal o rok později. Manželé spolu měli dvě dcery a syna, který zemřel brzy po narození.
- 1. Marie Anna (?. 10. 1745 – 27. 4. 1752 Vídeň)[2]
- 2. Josef (5. 5. 1747 Vídeň – 20. 5. 1747 tamtéž)[1][2]
- 3. Marie Antonie (13. 6. 1749 Vídeň – 28. 5. 1813 tamtéž)[3]
  - ⚭ (17. 1. 1768, Vídeň) kníže Václav Chrysostom z Paaru (27. 1. 1744 Vídeň – 22. 11. 1812 tamtéž)[2]

Jan Nepomuk Václav zemřel pouhé čtyři roky po svatbě, teprve ve 24 letech bez mužského potomka.
Několik let po smrti svého prvního manžela, 28. listopadu 1752, se Marie Josefa provdala podruhé, za knížete Josefa Mariu z Lobkowicz (1724–1802), polního maršála rakouské císařské armády, jenž se 20. srpna 1760 po smrti svého bezdětného staršího bratra jako nástupce stal knížetem Lobkovickým. S Josefem měla další čtyři potomky:
- 1. Marie Eleonora (16. 3. 1753 – 20. 3. 1802), salesiánská řeholnice ve Vídni[4]
- 2. Josef Bernard (20. 8. 1754 – 21. 4. 1768)[4]
- 3. Josefína (8. 8. 1756 – 4. 9. 1823)[4]
  - ⚭ (2. 10. 1776) Karel z Auerspergu (21. 10. 1750 Vídeň – 6. 12. 1822 tamtéž)
- 4. Ferdinand (15. 11. 1759 – 14. 4. 1761)[4]

## Úmrtí
Marie Josefa zemřela 15. února 1788 na rodovém Lobkoviců knížecím zámku v Roudnici nad Labem a byla pohřbena v tamním klášteře bratří kapucínů. Její hrob se do dnešní doby nezachoval.